# Gábor Dénes-díj
A Gábor Dénes-díj a Novofer Alapítvány a műszaki-szellemi alkotásért kuratóriuma által odaítélt kétféle elismerés, a Hazai és a Nemzetközi Gábor Dénes-díj gyűjtőneve, a civil szféra legnevesebb műszaki alkotói elismerése. Névadója Gábor Dénes Nobel-díjas fizikus, gépészmérnök, villamosmérnök, a holográfia feltalálója.

## Hazai Gábor Dénes-díj
Adományozható olyan szakembereknek, akik jelentős tudományos, vagy műszaki-szellemi alkotást hoztak létre, és ezzel hozzájárultak a környezeti értékek megőrzéséhez, valamint közreműködésükkel nagymértékben elősegítették intézményük innovációs tevékenységét.
A díj: Gábor Dénes hologramképével díszített bronzplakett.

## Nemzetközi Gábor Dénes-díj
A Nemzetközi vagy Külhoni Gábor Dénes-díj általában minden harmadik évben adományozható „a 35. életévét betöltő vagy fiatalabb, elsősorban PhD fokozattal már rendelkező vagy PhD képzésben részt vevő tudományos kutatók részére, a Gábor Dénes munkássága szellemében inspirált területeken (alkalmazott fizika, műszaki alapkutatások, informatikát megalapozó eredmények), vagy az ott elért kutatási eredményeket hasznosító tudományos szakterületeken (pl. az orvos-tudomány területén) dolgozók részére”.

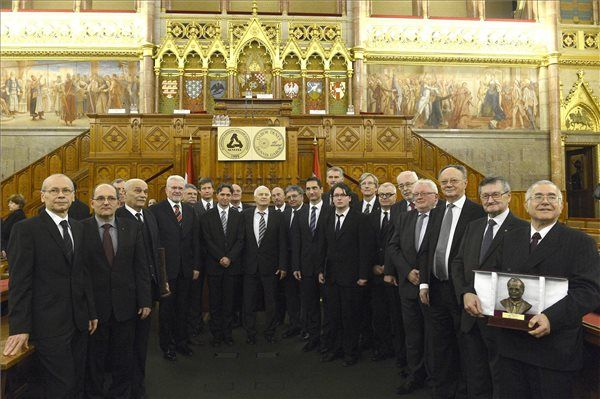
2017. évi kitüntetettek az Országházban

A díj a Gábor Dénes-portré hologramját magába foglaló, 130 milliméter átmérőjű, 700 gramm súlyú ezüstplakettből és az adott évi felhívásban meghatározott összegű pénzdíjból áll. A plakettet dr. Greguss Pál és Fritz Mihály tervezte.

## Díjazottak

### 1989
- Bárác Imre gépészmérnök
- Csató János villamosmérnök
- Kóbor László iparjogvédelmi szakértő

### 1990
- Bódi Béla gépészmérnök
- Ilinyi János gépészmérnök
- Lehoczky László gépészmérnök
- Pelle Gábor gépészmérnök
- Selmeczi András állatorvos
- Szabó István vegyészmérnök
- Vermes Ágoston gépész- és repülőmérnök

### 1991
- Balogh Tibor villamosmérnök
- Ferenczi György fizikus, c. egyetemi tanár
- Frank József egyetemi tanár
- Ormós Zoltán vegyészmérnök
- Pázmányi Gábor olaj- és gázmérnök
- Rapcsák András villamosmérnök
- Sigrai Tibor híd- és szerkezetépítő mérnök

### 1992
- Bárczy Pál kohómérnök, egyetemi tanár
- Bobest Éva vegyészmérnök
- Igali Györgyné folyamatszervező
- Körtvélyessy Gyula vegyészmérnök
- Marczis Gáborné kohómérnök
- Soós Gábor általános mérnök
- Szundy Tamás mezőgazdasági mérnök

### 1993
Külhoni Gábor Dénes-díj
- Kristina M. Johnson villamosmérnök (USA) 1993
- Horváth Gábor fizikus 1993

Gábor Dénes-díj
- Budai Zoltán vegyészmérnök
- Cselényi József gépészmérnök, egyetemi tanár
- Havas Jenő vegyészmérnök, c. egyetemi tanár
- Horváth József vegyészmérnök
- Roboz Péter fizikus
- Roska Tamás villamosmérnök, c. egyetemi tanár
- Tárcza László villamosmérnök

### 1994
- Bokor József villamosmérnök, egyetemi tanár
- Farkas Ottó kohómérnök, egyetemi tanár
- Gordos Géza villamosmérnök, egyetemi tanár
- Juhász Imre feltaláló
- Orbán István vegyészmérnök
- Pakucs János villamosmérnök
- Szmola Ernő fizikus

### 1995
- Horváth Mátyás gépészmérnök, egyetemi tanár
- Magda Sándor agrármérnök, egyetemi tanár
- Nemcsók János biológus, egyetemi tanár
- Pápics József villamosmérnök
- Pázmándi Gyula vegyészmérnök
- Pungor Ernő vegyészmérnök, akadémikus
- Rubik Ernő építészmérnök, c. egyetemi tanár

### 1996
Külhoni Gábor Dénes-díj
- Chris J. Jacobsen kutató (USA) 1996
- Szipőcs Róbert villamosmérnök 1996

Gábor Dénes-díj
- Fodor István villamosmérnök
- Harsányi Kálmán vegyészmérnök, c. egyetemi tanár
- Öllős Géza vízépítőmérnök, egyetemi tanár
- Pap Géza vegyészmérnök
- Pomezanski György tanár, szerkesztő
- Réti Vilmos kohómérnök
- Szalai Gábor gépészmérnök

### 1997
- Bitó János tanár, c. egyetemi tanár
- Bolyky János villamosmérnök
- Hermecz István vegyészmérnök, c. egyetemi tanár
- Naszlady Attila orvosprofesszor
- Papp Sándor járműgépész-mérnök
- Turi János mezőgazdasági mérnök
- Valastyán Pál technológus mérnök

### 1998
- Bojár Gábor fizikus
- Havass Miklós matematikus
- Hertelendi Ede fizikus
- Kürti Sándor rendszermérnök
- Marossy Kálmán vegyészmérnök
- Schmidt János agrármérnök
- Tisza Miklós gépészmérnök

### 1999
- Csapody Miklós villamosmérnök
- Drozdy Győző villamosmérnök
- Kemény Tamás gépészmérnök
- Reszler Ákos villamosmérnök
- Rozsos István sebész
- Somlyódy László gépészmérnök
- Szunics László mezőgazdasági mérnök

### 2000
Külhoni Gábor Dénes-díj
- Georg Pretzler fizikus (Ausztria) 2000
- Baranyi Péter villamosmérnök 2000* Fogassy Elemér	vegyészmérnök

Gábor Dénes-díj
- Keviczky László villamosmérnök
- Kovács Magda villamosmérnök
- Lepsényi István gépészmérnök
- Szalóczy Zsolt fizikus
- Szász András fizikus
- Szendrő Péter mezőgazdasági gépészmérnök

### 2001
- Csikai Miklós kertészmérnök
- Darvas Ferenc vegyészmérnök
- Hetzmann Albert villamosmérnök
- Lajtha György villamosmérnök
- Mersich Iván matematika-fizika tanár, meteorológus
- Páczelt István gépészmérnök
- Szatmári Sándor fizikus

### 2002
- Barkóczi István gépészmérnök
- Berta István villamosmérnök, egyetemi tanár
- Fülöp Ferenc vegyész
- Görög Sándor vegyész
- Kóczy T. László villamosmérnök, egyetemi tanár

### 2003
Külhoni Gábor Dénes-díj
- Pavel Alexandrovich Belov kutató 2003
- Gali Ádám mérnök-fizikus 2003

Gábor Dénes-díj
- Csornai Gábor matematika-fizika szakos tanár, főiskolai docens
- Dömölki Bálint matematikus
- Henk Tamás villamosmérnök
- Kádár Imre agrármérnök, címzetes egyetemi tanár
- Kiss György Botond genetikus, akadémiai doktor
- Török Imre közgazdász
- Zárda Sarolta közgazdász
- Závodszky Péter fizikus, egyetemi tanár

### 2004
- Marosvölgyi Béla erdőmérnök
- Monostori László villamosmérnök
- Somogyi István gépészmérnök
- Szabó Csaba orvos
- Szabó Gábor fizikus
- Szabó Gábor orvos
- Velich István kertészmérnök

### 2005
- Kocsor András programtervező matematikus
- Kovács F. László vegyészmérnök
- Lustyik György fizikus
- Nyiredy Szabolcs gyógyszerész
- Pap László villamosmérnök
- Somosi László gépészmérnök
- Tóth László gépészmérnök

### 2006
Külhoni Gábor Dénes-díj
- Nico F. Declercq fizikus 2006
- Czirók András fizikus 2006

Gábor Dénes-díj
- Bogsch Erik, a Richter Gedeon Vegyészeti Gyár Nyrt. vezérigazgatója
- Kertész Zoltán, a Gabonatermesztési Kutató Kht. kutatóprofesszora
- Molnár Béla, a Semmelweis Egyetem Sejtanalitikai Labor vezetője
- Petis Mihály, a biogáz program indításában és megvalósításában vállalt meghatározó tevékenységéért
- Rudas Imre, a Budapesti Műszaki Főiskola rektora
- Sallai Gyula, a Budapesti Műszaki és Gazdaságtudományi Egyetem stratégiai rektorhelyettese
- Sarkadi Balázs, az Országos Gyógyintézeti Központ Haematológiai és Immunológiai Intézetének kutatási igazgatóhelyettese

### 2007
- Arányi Péter okleveles vegyész, matematikus, a Chinoin Zrt. alelnöke és K+F igazgatója
- Farkas József menedzser gazdasági mérnök, a Sanatmetal Kft. tulajdonos igazgatója
- Fésüs László orvos, biokémikus, akadémikus, egyetemi tanár, a Debreceni Egyetem rektora
- Hadlaczky Gyula okleveles agrármérnök, az MTA Szegedi Biológiai Központ Genetikai Intézet tudományos tanácsadója
- Kálmán Erika vegyész, az MTA Kémiai Kutatóközpont Felületkémiai és Katalízis Intézet igazgatója
- Kocsis István gépészmérnök, a Magyar Villamos Művek vezérigazgatója
- Szoboszlai György gépészmérnök, gazdasági szakmérnök, a Magyar SUZUKI Zrt. igazgatója

### 2008
- Apáthy István villamosmérnök az MTA KFKI Atomenergia Kutatóintézet főtanácsosa, ay Űrdozimetriai Kutatócsoport vezetője
- Bársony István villamosmérnök, az MTA Műszaki Fizikai és Anyagtudományi Kutatóintézet igazgatója
- Duschanek Valéria tartósítóipari mérnök, mérnök-biológus szakmérnök, a K+F Patent Service Kft. ügyvezetője és fő tulajdonosa
- Friedler Ferenc matematikus, a Pannon Egyetem tanára, a Műszaki Informatikai Kar dékánja
- Kisbán Sándor építőmérnök, a CÉH zRt hídszakági főmérnöke, a Megyeri híd és számos autópálya híd tervezője
- Tulassay Tivadar orvos, a Semmelweis Egyetem rektora
- Vámos Zoltán villamosmérnök, a GE Lighting Fényforrás Fejlesztés Szervezet globális igazgatója

### 2009
Külhoni Gábor Dénes-díj
- Dombi Péter fizikus 2009
- Warren Chan kutató 2009

Gábor Dénes-díj
- Blaskovics Ferenc gépészmérnök, a METRIMED Orvosi Műszergyártó Kft. igazgatója
- Blaskó Gábor vegyészmérnök, akadémikus, a Servier Research Institute of Medicinal Chemistry Zrt. ügyvezető igazgatója
- Dékány Imre vegyész, akadémikus, a Szegedi Tudományegyetem Fizikai Kémiai és Anyagtudományi Tanszék tanszékvezető egyetemi tanára
- Gili László villamosmérnök, a Magyar Állami Eötvös Loránd Geofizikai Intézet tudományos munkatársa
- Palkovics László gépészmérnök, az MTA levelező tagja, a BME tanszékvezető egyetemi tanára, a Knorr-Bremse Fékrendszerek Kft. fejlesztési igazgatója
- Székely Vladimír villamosmérnök, az MTA levelező tagja, a BME Elektronikus Eszközök Tanszék egyetemi tanára
- Trampus Péter gépészmérnök, az MTA doktora, a Debreceni Egyetem Műszaki Kar egyetemi tanára

### 2010
- Bedő Zoltán agrármérnök, akadémikus, az MTA Mezőgazdasági Kutatóintézetének igazgatója
- Czitrovszky Aladár fizikus, az MTA doktora, az MTA Szilárdtestfizikai és Optikai Kutatóintézet osztályvezetője
- Gerse Károly gépészmérnök, a Magyar Villamos Művek Zrt. vezérigazgató-helyettese
- Kéri György biokémikus, a Semmelweis Egyetem kutatóprofesszora
- Prószéky Gábor programozó matematikus, az MTA doktora, a Pázmány Péter Katolikus Egyetem egyetemi tanára
- Sperlágh Beáta orvos, az MTA doktora, az MTA Kísérleti Orvostudományi Kutató Intézet tudományos igazgatóhelyettese
- Szépvölgyi János vegyészmérnök, az MTA doktora, az MTA Kémiai Kutatóközpont Anyag- és Környezetkémiai Intézet igazgatója

### 2011
- Harsányi Gábor villamosmérnök, a BME Elektronikai Technológia Tanszék tanszékvezetője
- Imre Sándor villamosmérnök, a BME Híradástechnikai Tanszék habilitált tanszékvezető egyetemi tanára
- Jereb László villamosmérnök, a Nyugat-magyarországi Egyetem Faipari Mérnöki Kar dékánja
- Losonczi Áron okleveles építészmérnök, a Litracon Kft. cégvezetője
- Matuz János agrármérnök, mezőgazdasági genetikus szakmérnök, a Gabona Kutató Kft. kutatási igazgatói tanácsadója, a Szegedi Tudományegyetem professzora
- Molnár József villamosmérnök, az MTA Atommagkutató Intézet igazgató-helyettese
- Simig Gyula vegyészmérnök, habilitált egyetemi magántanár, az EGIS Gyógyszergyár nyugalmazott kutatási igazgatója

Gábor Dénes életműdíj
- Szántay Csaba vegyészmérnök, a Magyar Feltalálók Egyesületének elnöke.

In memoriam Gábor Dénes elismerés
- Garay Tóth János gépészmérnök
- Németh József technikatörténész

Gábor Dénes tudományos diákköri ösztöndí
- Török Gergely Tihamér, a BME építőmérnök hallgatója

### 2012
- Dán András, a BME Villamosmérnöki kar oktatója
- ifj. Duda Ernő, a Solvo Biotechnológiai Zrt. alapítója és elnök-vezérigazgatója
- Imecs Mária villamosmérnök
- Katona Tamás János
- Peták István orvos
- Rátai Dániel a Leonar3Do feltalálója
- Tóth Magdolna kertészmérnök
- Vigh László kutatóvegyész

### 2013
- Gyenge Csaba, a Kolozsvári Műszaki Egyetem tanszékvezető professzora, az MTA külső tagja
- Madarász László villamosmérnök, a Kassai Műszaki Egyetem tanára
- Szabó Ervin József, a Szent István Egyetem címzetes egyetemi docense
- Csernátony Zoltán ortopéd sebész, a Debreceni Egyetem Ortopédiai Klinika igazgatója
- Dinnyés András állatorvos doktor, egyetemi tanár, az MTA SZIE Molekuláris Állatbiotechnológiai Laboratórium vezetője
- Gyimóthy Tibor programtervező matematikus, a Szegedi Tudományegyetem Informatikai Tanszékcsoport Szoftverfejlesztés Tanszékének vezetője
- Mátyus Péter vegyészmérnök, a Semmelweis Egyetem Szerves Vegytani Intézetének igazgatója
- Pavelka Tibor fizikus, a Semilab Zrt. egyik alapítója, 1995-től vezérigazgatója
- Tóth Miklós, az MTA ATK Növényvédelmi Intézetének kutatóprofesszora, az MTA levelező tagja
- Árvai Péter médiatechnikai mérnök

Gábor Dénes tudományos diákköri ösztöndíj
- Tóth Réka, a BME építészmérnök hallgató, okleveles közgazdász

### 2014
- Dusza János fizikus[1]
- Solymosi János villamosmérnök
- Haidegger Tamás villamosmérnök, orvosbiológiai mérnök
- Szikla Zoltán papírgyártó mérnök
- Karger-Kocsis József vegyészmérnök
- Augusztinovicz Fülöp villamosmérnök
- Katona Gergely fizikus
- Guttman András vegyészmérnök

In memoriam Gábor Dénes elismerés
- Bitay Enikő mérnök-informatikus, az EMTE docense, az EME főtitkára
- Szelezsán János matematikus

Gábor Dénes tudományos diákköri ösztöndíj
- Borbás Enikő, a BME vegyészmérnök hallgatója

### 2015
- Árendás Csaba (Új Generáció díj)
- Charaf Hassan
- Hangody László
- Kazi Károly
- Kiss László István
- Kistelegdi István
- Lacza Zsombor
- Merkely Béla Péter
- Mesterházy Ákos
- Mészáros Csaba
- Varjú György

### 2016
Külhoni Gábor Dénes-díj
- Barabási Albert László

Gábor Dénes életműdíj
- Dolhay Balázs
- Meiszel László
- Szabó Csaba Attila

Gábor Dénes-díj
- Babcsán Norbert
- Bagaméry István
- Berényi Antal
- Frank Péter
- Józsa János Balázs
- Simonyi Sándor
- Ürge László

### 2017[2]
Külhoni Gábor Dénes-díj
- Bakos Gáspár fizikus, csillagász, a Princeton University egyetemi tanára
- Buzsáki György „The Brain Prize” díjas neurofiziológus, akadémikus, a New York University egyetemi tanára
- Lingvay József vegyészmérnök, a Villamosmérnöki Tudományok Nemzeti Kutató Intézetének (INCDIE ICPE-CA, Bukarest) kutatója

Gábor Dénes életműdíj
- Balogh Géza villamosmérnök, az Interton Kft. ügyvezetője
- Zettwitz Sándor gépészmérnök, a 77 Elektronika Kft. ügyvezető igazgatója

Gábor Dénes-díj
- Bozóki Zoltán József fizikus, egyetemi tanár, az MTA-SzTE Fotoakusztikus Kutatócsoport tudományos tanácsadója
- Falk György Alfréd gépészmérnök, a VARINEX Zrt. igazgatóságának elnöke,címzetes egyetemi docens
- Koppa Pál Gábor fizikus, a BME tanszékvezető egyetemi tanára
- Németh Huba gépészmérnök, a Knorr-Bremse Fékrendszerek Kft. Kutatás-Fejlesztési Központ osztályvezetője, egyetemi docens
- Stépán Gábor gépészmérnök, akadémikus, a BME tanszékvezető egyetemi tanára
- Szente Lajos vegyész, az MTA doktora, a CycloLab Kft. ügyvezető igazgatója

In memoriam Gábor Dénes elismerés
- Gál József matematikus, holográfus a MANO Hologram Kft. ügyvezetője
- Weisz Ferenc matematikus, az ELTE Informatikai Kar egyetemi tanára

Gábor Dénes tudományos diákköri ösztöndíj
- Sárdi Dávid Lajos, a BME hallgatója

### 2018[3]
- Árokszállási Laura
- Barna László
- Gschwindt András
- Kiss Péter Attila
- Kolozsváry Zoltán
- Kónya Zoltán
- Kotschy András
- Magyari-Köpe Blanka
- Puskás László Géza
- Török Tímea Nóra
- Varga Péter Pál

### 2019
A 2019. évi Gábor Dénes-díjakat 2019 decemberében adták át.
Külhoni Gábor Dénes életműdíj
- Pető Mária fizikus, a Sepsiszentgyörgyi Székely Mikó Kollégium fizikatanára

Gábor Dénes életműdíj
- Bartha László vegyészmérnök, professor emeritus, a Veszprémi Egyetem Ásványolaj- és Széntechnológiai Tanszékének nyugalmazott tanszékvezetője
- Szigethy Dezső okleveles vegyész, közgazdász, a Technoorg Linda Tudományos Műszaki Fejlesztő Kft. ügyvezetője és alapítója,

Gábor Dénes-díj
- Laszlovszky István szakgyógyszerész, a Richter Gedeon Nyrt. klinikai projektkoordinátora,
- Czigány Tibor gépészmérnök, az MTA rendes tagja, a BME Polimertechikai Tanszék professzora, Széchenyi-díjas kutató
- Reith András építészmérnök, az ABUD Mérnökiroda Kft. ügyvezetője,
- Veres Mihály fizikus, az ISOTOPTECH Zrt vezérigazgatója
- Janáky Csaba a Szegedi Tudományegyetem egyetemi docense, a Magyar Tudományos Akadémia és az Egyetem Fotoelektrokémiai Kutatócsoportjának vezetője
- Balázsi Csaba kohómérnök, az MTA doktora, az MTA Energiatudományi Kutatóközpont tudományos tanácsadója
- Domokos Gábor építészmérnök, az MTA rendes tagja, a BME Szilárdságtani és Tartószerkezeti Tanszék kutatóprofesszora

In memoriam Gábor Dénes elismerés
- Gyulai József fizikus, professor emeritus, Prima- és Széchenyi-díjas akadémikus,
- Kosztolányi Tamás gépészmérnök, a NOVOFER Zrt. nyugalmazott irodavezetője.
- Pomezanski György televíziós műsorvezető
- Rekeczky Csaba villamosmérnök, a Verizon Communications Inc, számítógépes látás igazgatója és a PPKE ITK tanára

Gábor Dénes Tudományos Diákköri ösztöndíj
- Rendes Szilveszter építőmérnök hallgató

### 2020
A kialakult járványhelyzetben decemberben nem adták át a díjakat, de a neveket nyilvánosságra hozták. A díjátadásról 2022. február 15-én számoltak be.
Gábor Dénes életműdíj
- Csicsery Zsigmond vegyészmérnök, nyugdíjas tanácsadó

Gábor Dénes-díj
- Fekete Andrea kutató gyermekorvos, a Semmelweis Orvostudományi Egyetem docense
- Hebling János fizikus, a Pécsi Tudományegyetem professzora
- Kacskovics Imre állatorvos, az ELTE dékánja
- Keserű György Miklós vegyészmérnök, akadémikus, Természettudományi Kutatóközpont csoport-vezetője
- Kruppa József agrármérnök, a Debreceni Egyetem egyetemi tanára
- Németh Géza villamosmérnök, a BME Távközlési és Médiainf. Tanszék habilitált egyetemi docense

In memoriam Gábor Dénes elismerés
- Ács Tünde Fatima okleveles kulturális antropológus, a Gábor Dénes-díjasok Klubjának titkára

Gábor Dénes tudományos diákköri ösztöndíj
- Bozsoki Fruzsina Regionális és Környezeti Gazdaságtan mesterszakos hallgató

### 2021
A díjazottakat 2021. december 17-én hozták nyilvánosságra. A díjakat a 2020-as díjazottakkal együtt adták át.
Gábor Dénes életműdíj
- Petz Ernő gépészmérnök, az MVM Paksi Atomerőmű Zrt. nyugdíjas vezérigazgatója

Külhoni Gábor Dénes-díj
- Pardi Norbert biológus, a Pennsylvaniai Egyetem adjunktusa

Gábor Dénes-díj
- Dunai László építőmérnök, a BME Hidak és Szerkezetek Tanszék tanszékvezető egyetemi tanára
- Kiss Rita Mária építőmérnök, a BME Gépészmérnöki Kar, Mechatronikai, Optikai és Gépészeti Informatikai Tanszék tanszékvezető egyetemi tanára
- Maurovich-Horvat Pál orvos, a Semmelweis Egyetem Orvosi Képalkotó Klinika igazgatója
- Váncza József villamosmérnök, az ELKH Számítástechnikai és Automatizálási Kutatóintézet Mérnöki és Üzleti Intelligencia Kutató-laboratórium vezetője
- Zsoldos Ibolya matematikus-mérnök, a Széchenyi István Egyetem tanszékvezető egyetemi tanára

In memoriam Gábor Dénes elismerés
- Gödölle, Kékes, Mészáros & Szabó Szabadalmi és Védjegy Iroda

Gábor Dénes tudományos diákköri ösztöndíj
- Regős Krisztina építészmérnök hallgató
- Schäffer Ádám vegyészmérnök hallgató

### 2022
A díjat 2022. december 19-én adták át a Magyar Tudományos Akadémia dísztermében.
Gábor Dénes életműdíj
- Roósz András kohómérnök, a Miskolci Egyetem professor emeritusa

Gábor Dénes-díj
- Bertényi Balázs villamosmérnök
- Kovács Levente villamosmérnök, az Óbudai Egyetem egyetemi tanára
- Pauk János agrármérnök, az MTA doktora
- Szigeti Krisztián fizikus, biofizikus, a Semmelweis Egyetem tudományos főmunkatársa
- Toldy Andrea vegyészmérnök, a Budapesti Műszaki és Gazdaságtudományi Egyetem egyetemi tanára

Külhoni Gábor Dénes-díj
- Tigyi Gábor kutatóorvos, a Tennessee Élettani Hariett Van Vleet Alapítvány professzora

Gábor Dénes tudományos diákköri ösztöndíj
- Kozák Áron, a BME gépészmérnök-hallgatója
- Sóki András, a BME villamosmérnök-hallgatója